# Gare de Stephansfeld
Gare de Stephansfeld vasútállomás Franciaországban, Brumath településen.

## Vasútvonalak
Az állomást az alábbi vasútvonalak érintik:
- Párizs-Strasbourg-vasútvonal

## Kapcsolódó állomások
A vasútállomáshoz az alábbi állomások vannak a legközelebb:
- Gare de Brumath (Gare de Saverne)
- Gare de Vendenheim (Gare de Sélestat)